# Ржев-Балтійський
Ржев-Балтійський (або Ржев-II, рос. Ржев-Балтийский) — вузлова залізнична станція Жовтневої залізниці (Московський регіон) у місті Ржев на лінії Москва — Рига. Входить до складу Московського центра організації роботи залізничних станцій ДЦС-1 Жовтневої дирекції управління рухом. За обсягом роботи віднесена до 1 класу. Основна діяльність станції — організація безперебійного перевезення пасажирів і транспортування вантажів (переважно харчових продуктів і пального палива) в напрямку «Балтика».

## Історія
Станція виникла при будівництві Віндавської залізниці. Дільниця Себеж — Ржев була відкрита у грудні 1900 року, у січні була продовжена до Волоколамська. Перший поїзд з Москви прибув до Ржева влітку 1901 року, згодом сполучення стало здійснюватися тричі на тиждень.

## Розташування та інфраструктура
Станція розташована на південній околиці міста, за 3 км від центру, за 236.5 км від Москви-Ризької. Вокзал і платформи розташовані у західній частині станції, зі східного боку здійснюється вантажна робота. Тамож знаходиться локомотивне депо з поворотним кругом ТЧЕ-32 Ржев (до 2002 року — ТЧ-32, в 2002-2010 роках — оборотне від ТЧ-31 Великі Луки). Колійний розвиток станції має 18 колій. В обох горловинах є залізничні переїзди.